# CONCACAF Champions League 2012/13
Die CONCACAF Champions League in der Saison 2012/2013 war die fünfte Auflage des Wettbewerbs.
Das Turnier begann am 31. Juli 2012 mit der Gruppenphase und endete mit dem Rückspiel des Finals am 1. Mai 2013. Der Sieger qualifizierte sich für die FIFA-Klub-Weltmeisterschaft 2013 als Repräsentant der CONCACAF. Ab dieser Saison wurde die Qualifikationsphase abgeschafft, wodurch alle 24 Teilnehmer an der Gruppenphase teilnahmen. Deswegen wurden acht Gruppen zu je drei Mannschaften gebildet, danach spielten nur die Gruppensieger in der K.o.-Runde.

## Teilnehmerfeld
An der CONCACAF Champions League 2012/13 nahmen 24 Mannschaften teil. Die Mannschaften kamen aus Nordamerika, der Karibik und Zentralamerika.
| - Mexiko (Primera División) - UANL Tigres - Santos Laguna - Deportivo Guadalajara - CF Monterrey - Vereinigte Staaten (Major League Soccer – 2011) - Los Angeles Galaxy - Seattle Sounders FC - Houston Dynamo - Real Salt Lake - Costa Rica (Primera División) - CS Herediano - LD Alajuelense - Honduras (Liga Nacional) - CD Olimpia - CD Marathón - Guatemala (Liga Nacional) - Club Xelajú MC - CSD Municipal |  | - Panama (ANAPROF) - Chorrillo FC - Tauro FC - El Salvador (Primera Divisíon) - AD Isidro Metapán - CD Águila - CD FAS1 - Nicaragua (Primera División de Nicaragua) - Real Estelí FC - Kanada (Canadian Championship – 2012) - Toronto FC - Karibik (CFU Club Championship – 2012) - Caledonia AIA - W Connection - Puerto Rico Islanders FC |

1 Da Belize kein geeignetes Stadion vorweisen konnte, erhielt El Salvador als bestes zentralamerikanisches Land des Vorjahres einen dritten Startplatz.

## Group Stage (Hauptrunde)
Die Spiele der Group Stage fanden von Juli bis Oktober 2012 statt. Die erste Runde begann am 31. Juli 2012.

### Gruppe A
| Pl. | Verein        | Sp. | S | U | N | Tore    | Diff. | Punkte |
| --- | ------------- | --- | - | - | - | ------- | ----- | ------ |
| 1.  | Santos Laguna | 4   | 4 | 0 | 0 | 013:100 | +12   | 12     |
| 2.  | Toronto FC    | 4   | 2 | 0 | 2 | 009:500 | +4    | 06     |
| 3.  | CD Águila     | 4   | 0 | 0 | 4 | 001:170 | −16   | 0      |

| 1. August 2012     |     |                                     |
| Toronto FC         | 5:1 | CD Águila \|\|BMO Field             |
| 21. August 2012    |     |                                     |
| Santos Laguna      | 5:0 | CD Águila \|\|Nuevo Estadio Corona  |
| 28. August 2012    |     |                                     |
| Toronto FC         | 1:3 | Santos Laguna \|\|BMO Field         |
| 19. September 2012 |     |                                     |
| CD Águila          | 0:4 | Santos Laguna \|\|Estadio Cuscatlán |
| 25. September 2012 |     |                                     |
| CD Águila          | 0:3 | Toronto FC \|\|Estadio Cuscatlán    |
| 24. Oktober 2012   |     |                                     |
| Santos Laguna      | 1:0 | Toronto FC \|\|Nuevo Estadio Corona |

### Gruppe B
| Pl. | Verein         | Sp. | S | U | N | Tore    | Diff. | Punkte |
| --- | -------------- | --- | - | - | - | ------- | ----- | ------ |
| 1.  | CS Herediano   | 4   | 3 | 1 | 0 | 004:100 | +3    | 10     |
| 2.  | Real Salt Lake | 4   | 2 | 1 | 1 | 003:100 | +2    | 07     |
| 3.  | Tauro FC       | 4   | 0 | 0 | 4 | 001:600 | −5    | 0      |

| 31. Juli 2012      |     |                                                   |
| CS Herediano       | 1:0 | Real Salt Lake \|\|Estadio Eladio Rosabal Cordero |
| 21. August 2012    |     |                                                   |
| Real Salt Lake     | 2:0 | Tauro FC \|\|Rio Tinto Stadium                    |
| 30. August 2012    |     |                                                   |
| Tauro FC           | 0:1 | CS Herediano \|\|Estadio Rommel Fernández         |
| 18. September 2012 |     |                                                   |
| Tauro FC           | 0:1 | Real Salt Lake \|\|Estadio Rommel Fernández       |
| 25. September 2012 |     |                                                   |
| CS Herediano       | 2:1 | Tauro FC \|\|Estadio Eladio Rosabal Cordero       |
| 23. Oktober 2012   |     |                                                   |
| Real Salt Lake     | 0:0 | CS Herediano \|\|Rio Tinto Stadium                |

### Gruppe C
| Pl. | Verein         | Sp. | S | U | N | Tore    | Diff. | Punkte |
| --- | -------------- | --- | - | - | - | ------- | ----- | ------ |
| 1.  | Houston Dynamo | 4   | 2 | 2 | 0 | 009:300 | +6    | 08     |
| 2.  | CD Olimpia     | 4   | 1 | 2 | 1 | 006:400 | +2    | 05     |
| 3.  | CD FAS         | 4   | 1 | 0 | 3 | 003:110 | −8    | 03     |

| 2. August 2012     |     |                                                    |
| CD Olimpia         | 3:0 | CD FAS \|\|Estadio Nacional de Tegucigalpa         |
| 22. August 2012    |     |                                                    |
| CD FAS             | 1:3 | Houston Dynamo \|\|Estadio Cuscatlán               |
| 30. August 2012    |     |                                                    |
| CD Olimpia         | 1:1 | Houston Dynamo \|\|Estadio Nacional de Tegucigalpa |
| 20. September 2012 |     |                                                    |
| Houston Dynamo     | 4:0 | CD FAS \|\|BBVA Compass Stadium                    |
| 27. September 2012 |     |                                                    |
| CD FAS             | 2:1 | CD Olimpia \|\|Estadio Cuscatlán                   |
| 23. Oktober 2012   |     |                                                    |
| Houston Dynamo     | 1:1 | CD Olimpia \|\|BBVA Compass Stadium                |

### Gruppe D
| Pl. | Verein              | Sp. | S | U | N | Tore    | Diff. | Punkte |
| --- | ------------------- | --- | - | - | - | ------- | ----- | ------ |
| 1.  | Seattle Sounders FC | 4   | 4 | 0 | 0 | 012:500 | +7    | 12     |
| 2.  | CD Marathón         | 4   | 1 | 1 | 2 | 005:700 | −2    | 04     |
| 3.  | Caledonia AIA       | 4   | 0 | 1 | 3 | 003:800 | −5    | 01     |

| 2. August 2012      |     |                                                        |
| Seattle Sounders FC | 3:1 | Caledonia AIA \|\|CenturyLink Field                    |
| 22. August 2012     |     |                                                        |
| Caledonia AIA       | 0:0 | CD Marathón \|\|Larry Gomes Stadium                    |
| 30. August 2012     |     |                                                        |
| Caledonia AIA       | 1:3 | Seattle Sounders FC \|\|Larry Gomes Stadium            |
| 19. September 2012  |     |                                                        |
| CD Marathón         | 2:3 | Seattle Sounders FC \|\|Estadio Olímpico Metropolitano |
| 26. September 2012  |     |                                                        |
| CD Marathón         | 2:1 | Caledonia AIA \|\|Estadio Olímpico Metropolitano       |
| 24. Oktober 2012    |     |                                                        |
| Seattle Sounders FC | 3:1 | CD Marathón \|\|CenturyLink Field                      |

### Gruppe E
| Pl. | Verein                   | Sp. | S | U | N | Tore    | Diff. | Punkte |
| --- | ------------------------ | --- | - | - | - | ------- | ----- | ------ |
| 1.  | Los Angeles Galaxy       | 4   | 3 | 1 | 0 | 012:400 | +8    | 10     |
| 2.  | Puerto Rico Islanders FC | 4   | 1 | 1 | 2 | 004:700 | −3    | 04     |
| 3.  | AD Isidro Metapán        | 4   | 1 | 0 | 3 | 007:120 | −5    | 03     |

| 1. August 2012           |     |                                                          |
| Isidro Metapán           | 3:1 | Puerto Rico Islanders FC \|\|Estadio Jorge Calero Suárez |
| 23. August 2012          |     |                                                          |
| Los Angeles Galaxy       | 5:2 | Isidro Metapán \|\|StubHub Center                        |
| 29. August 2012          |     |                                                          |
| Los Angeles Galaxy       | 4:0 | Puerto Rico Islanders FC \|\|StubHub Center              |
| 19. September 2012       |     |                                                          |
| Puerto Rico Islanders FC | 0:0 | Los Angeles Galaxy \|\|Estadio Juan Ramón Loubriel       |
| 27. September 2012       |     |                                                          |
| Puerto Rico Islanders FC | 3:0 | Isidro Metapán \|\|Estadio Juan Ramón Loubriel           |
| 25. Oktober 2012         |     |                                                          |
| Isidro Metapán           | 2:3 | Los Angeles Galaxy \|\|Estadio Jorge Calero Suárez       |

### Gruppe F
| Pl. | Verein         | Sp. | S | U | N | Tore    | Diff. | Punkte |
| --- | -------------- | --- | - | - | - | ------- | ----- | ------ |
| 1.  | UANL Tigres    | 4   | 2 | 2 | 0 | 012:300 | +9    | 08     |
| 2.  | LD Alajuelense | 4   | 2 | 1 | 1 | 004:700 | −3    | 07     |
| 3.  | Real Estelí FC | 4   | 0 | 1 | 3 | 001:700 | −6    | 01     |

| 1. August 2012     |     |                                                  |
| UANL Tigres        | 4:0 | Real Estelí FC \|\|Estadio Universitario         |
| 22. August 2012    |     |                                                  |
| LD Alajuelense     | 2:2 | UANL Tigres \|\|Estadio Alejandro Morera Soto    |
| 28. August 2012    |     |                                                  |
| Real Estelí FC     | 0:1 | LD Alajuelense \|\|Estadio Independencia         |
| 18. September 2012 |     |                                                  |
| Real Estelí FC     | 1:1 | UANL Tigres \|\|Estadio Independencia            |
| 26. September 2012 |     |                                                  |
| LD Alajuelense     | 1:0 | Real Estelí FC \|\|Estadio Alejandro Morera Soto |
| 24. Oktober 2012   |     |                                                  |
| UANL Tigres        | 5:0 | LD Alajuelense \|\|Estadio Universitario         |

### Gruppe G
| Pl. | Verein        | Sp. | S | U | N | Tore    | Diff. | Punkte |
| --- | ------------- | --- | - | - | - | ------- | ----- | ------ |
| 1.  | CF Monterrey  | 4   | 4 | 0 | 0 | 015:000 | +15   | 12     |
| 2.  | CSD Municipal | 4   | 2 | 0 | 2 | 004:600 | −2    | 06     |
| 3.  | Chorrillo FC  | 4   | 0 | 0 | 4 | 002:150 | −13   | 0      |

| 31. Juli 2012      |     |                                            |
| CF Monterrey       | 5:0 | Chorrillo FC \|\|Estadio Tecnológico       |
| 23. August 2012    |     |                                            |
| Chorrillo FC       | 1:2 | CSD Municipal \|\|Estadio Rommel Fernández |
| 29. August 2012    |     |                                            |
| CSD Municipal      | 0:1 | CF Monterrey \|\|Estadio Mateo Flores      |
| 20. September 2012 |     |                                            |
| CSD Municipal      | 2:1 | Chorrillo FC \|\|Estadio Mateo Flores      |
| 25. September 2012 |     |                                            |
| CF Monterrey       | 3:0 | CSD Municipal \|\|Estadio Tecnológico      |
| 23. Oktober 2012   |     |                                            |
| Chorrillo FC       | 0:6 | CF Monterrey \|\|Estadio Rommel Fernández  |

### Gruppe H
| Pl. | Verein                | Sp. | S | U | N | Tore    | Diff. | Punkte |
| --- | --------------------- | --- | - | - | - | ------- | ----- | ------ |
| 1.  | Club Xelajú MC        | 4   | 2 | 1 | 1 | 007:600 | +1    | 07     |
| 2.  | Deportivo Guadalajara | 4   | 2 | 1 | 1 | 007:300 | +4    | 07     |
| 3.  | W Connection          | 4   | 0 | 2 | 2 | 005:100 | −5    | 02     |

| 2. August 2012        |     |                                                   |
| W Connection          | 2:2 | Club Xelajú MC \|\|Manny Ramjohn Stadium          |
| 21. August 2012       |     |                                                   |
| Club Xelajú MC        | 1:0 | Deportivo Guadalajara \|\|Estadio Mario Camposeco |
| 29. August 2012       |     |                                                   |
| Deportivo Guadalajara | 4:0 | W Connection \|\|Estadio Omnilife                 |
| 18. September 2012    |     |                                                   |
| Club Xelajú MC        | 3:2 | W Connection \|\|Estadio Mario Camposeco          |
| 26. September 2012    |     |                                                   |
| W Connection          | 1:1 | Deportivo Guadalajara \|\|Manny Ramjohn Stadium   |
| 25. Oktober 2012      |     |                                                   |
| Deportivo Guadalajara | 2:1 | Club Xelajú MC \|\|Estadio Omnilife               |

## Championship Round (K.-o.-Runde)

### Viertelfinale
Die Hinspiele fanden am 6. März, die Rückspiele am 14. März 2013 statt.
Für das Viertelfinale qualifizierten sich der Gruppensieger aus jeder Gruppe.
Die Spiele wurden nicht ausgelost, sondern über eine Setzliste bestimmt. An die acht Gruppensieger wurden entsprechend ihrer Rangfolge die Startnummern 1 bis 8 vergeben, der beste Gruppensieger erhielt also die 1, der zweitbeste Gruppensieger die 2 usw. Im Achtelfinale spielten dann 1 – 8, 2 – 7, 3 – 6 und 4 − 5, also der beste Gruppenerste gegen den schlechtesten Gruppensieger usw.
| 1                                        | CF Monterrey        | +15 | 12 |
| 2                                        | Santos Laguna       | +12 | 12 |
| 3                                        | Seattle Sounders FC | 1+7 | 12 |
| 4                                        | Los Angeles Galaxy  | 1+8 | 10 |
| 5                                        | CS Herediano        | 1+3 | 10 |
| 6                                        | UANL Tigres         | 1+9 | 18 |
| 7                                        | Houston Dynamo      | 1+6 | 18 |
| 8                                        | Club Xelajú MC      | 1+1 | 17 |
| Farblegende: Gruppensieger Gruppensieger |                     |     |    |

|                | Gesamt |                     | Hinspiel | Rückspiel |
| -------------- | ------ | ------------------- | -------- | --------- |
| Club Xelajú MC | 2:4    | CF Monterrey        | 1:3      | 1:1       |
| Houston Dynamo | 1:3    | Santos Laguna       | 1:0      | 0:3       |
| UANL Tigres    | 2:3    | Seattle Sounders FC | 1:0      | 1:3       |
| CS Herediano   | 1:4    | Los Angeles Galaxy  | 0:0      | 1:4       |

### Halbfinale
Die Hinspiele des Halbfinales fanden am 3. April 2013 statt. Die Rückspiele wurden am 10. April 2013 ausgetragen.
|                     | Gesamt |               | Hinspiel | Rückspiel |
| ------------------- | ------ | ------------- | -------- | --------- |
| Los Angeles Galaxy  | 1:3    | CF Monterrey  | 1:2      | 0:1       |
| Seattle Sounders FC | 1:2    | Santos Laguna | 0:1      | 1:1       |

### Finale

#### Hinspiel
| Santos Laguna                                            | Santos Laguna | CF Monterrey | CF Monterrey |
| -------------------------------------------------------- | --- | --- | ------------ |
| Santos Laguna                                            | \| 24. April 2013 in Torreón, Mexiko (Nuevo Estadio Corona) \| \| Ergebnis: 0:0 \| \| Zuschauer: 21.401 \| \| Schiedsrichter: Roberto García Orozco ( Mexiko) \| | \| 24. April 2013 in Torreón, Mexiko (Nuevo Estadio Corona) \| \| Ergebnis: 0:0 \| \| Zuschauer: 21.401 \| \| Schiedsrichter: Roberto García Orozco ( Mexiko) \| | CF Monterrey |
| Santos Laguna                                            | Oswaldo Sánchez – Felipe Baloy, Jorge Iván Estrada, Osmar Mares, Rafael Figueroa – Rodolfo Salinas (85. Nestor Calderón), Juan Pablo Rodríguez, Édgar Lugo (77. Mauro Cejas) – Oribe Peralta (53. Hérculez Gómez), Carlos Quintero, Mario Cárdenas Cheftrainer: Pedro Caixinha | Jonathan Orozco – José María Basanta , Leobardo López, Hiram Mier – Edgar Iván Solís, Jesús Eduardo Zavala, Walter Ayoví, Jesús Manuel Corona (65. Gerardo Moreno), César Delgado – Humberto Suazo (87. Luis Madrigal), Aldo de Nigris (79. Dárvin Chávez) Cheftrainer: Víctor Manuel Vucetich | CF Monterrey |
| Santos Laguna                                            | Carlos Quintero (8.), Édgar Lugo (23.), Jorge Iván Estrada (25.) | Jesús Eduardo Zavala (17.), Humberto Suazo (19.) | CF Monterrey |
| Santos Laguna                                            | César Delgado (65.) | | CF Monterrey |
| 24. April 2013 in Torreón, Mexiko (Nuevo Estadio Corona) | | |              |
| Ergebnis: 0:0                                            | | |              |
| Zuschauer: 21.401                                        | | |              |
| Schiedsrichter: Roberto García Orozco ( Mexiko)          | | |              |

#### Rückspiel
| CF Monterrey                                             | CF Monterrey | Santos Laguna | Santos Laguna |
| -------------------------------------------------------- | --- | --- | ------------- |
| CF Monterrey                                             | \| 1. Mai 2013 in Monterrey, Mexiko (Estadio Tecnológico) \| \| Ergebnis: 4:2 (0:1) \| \| Schiedsrichter: Marco Antonio Rodríguez Moreno ( Mexiko) \| | \| 1. Mai 2013 in Monterrey, Mexiko (Estadio Tecnológico) \| \| Ergebnis: 4:2 (0:1) \| \| Schiedsrichter: Marco Antonio Rodríguez Moreno ( Mexiko) \| | Santos Laguna |
| CF Monterrey                                             | Jonathan Orozco – José María Basanta (55. Severo Meza), Leobardo López, Hiram Mier, Dárvin Chávez (69. Neri Cardozo) – Edgar Iván Solís (46. Luis Madrigal), Jesús Eduardo Zavala, Walter Ayoví, Jesús Manuel Corona – Humberto Suazo, Aldo de Nigris Cheftrainer: Víctor Manuel Vucetich | Oswaldo Sánchez – Felipe Baloy, Jorge Iván Estrada, Osmar Mares, Rafael Figueroa – Rodolfo Salinas, Juan Pablo Rodríguez, Édgar Lugo (66. Marc Crosas) – Oribe Peralta, Carlos Quintero (82. Mauro Cejas), Mario Cárdenas (63. Hérculez Gómez) Cheftrainer: Pedro Caixinha | Santos Laguna |
| CF Monterrey                                             | 1:2 Aldo de Nigris (60.) 2:2 Neri Cardozo (84.) 3:2 Aldo de Nigris (87.) 4:2 Humberto Suazo (90.+1') | 0:1 Carlos Quintero (38.) 0:2 Felipe Baloy (50.) | Santos Laguna |
| CF Monterrey                                             | José María Basanta (31.), Édgar Solís (43.), Luis Madrigal (47.), Humberto Suazo (86.) | Felipe Baloy (35.), Oribe Peralta (85.) | Santos Laguna |
| 1. Mai 2013 in Monterrey, Mexiko (Estadio Tecnológico)   | | |               |
| Ergebnis: 4:2 (0:1)                                      | | |               |
| Schiedsrichter: Marco Antonio Rodríguez Moreno ( Mexiko) | | |               |

## Beste Torschützen
Nachfolgend sind die besten Torschützen der CONCACAF Champions-League-Saison aufgeführt.
| Rang | Spieler         | Klub                | Tore |
| ---- | --------------- | ------------------- | ---- |
| 1    | Nicolás Muñoz   | AD Isidro Metapán   | 6    |
| 1    | Carlos Quintero | Santos Laguna       | 6    |
| 3    | Aldo de Nigris  | CF Monterrey        | 5    |
| 3    | Humberto Suazo  | CF Monterrey        | 5    |
| 5    | Jack McBean     | Los Angeles Galaxy  | 4    |
| 5    | Samuel Ochoa    | Seattle Sounders FC | 4    |
| 5    | Alan Pulido     | UANL Tigres         | 4    |